# Бой с петли (филм, 1894)
„Бой с петли“ (на английски: The Cock Fight) е американски късометражен документален ням филм от 1894 година, заснет от режисьора Уилям Кенеди Диксън в лабораториите на Томас Едисън в Ню Джърси.

## Сюжет
Два петела се бият, затворени в клетка пред погледите на двама зрители.

## Реализация
„Бой с петли“ е част от групата филми, излъчвани пред публика с цел печалба в отворения на 14 април 1894 година от братята Холанд киносалон на Бродуей в Ню Йорк.